# ロモーラ・ガライ
ロモーラ・セイディ・ガライ（Romola Sadie Garai, 1982年8月6日 - ）は、イギリスの女優。

## 来歴

### 生い立ち
香港でイングランド人の両親のもとに生まれる。5歳からシンガポールで過ごし、8歳の時にウィルトシャー州に移住。父親のエイドリアンはハンガリー系ユダヤ人の血を引く銀行員、母親のジャネットはジャーナリスト。ロンドン市内の高校を卒業後にロンドン大学に進学するがオープン大学に移って卒業する。

### キャリア
16歳から18歳までナショナル・ユース・シアター（National Youth Theatre）に通っていた。2000年にBBC制作のテレビシリーズでテレビに初出演する。同年放送のテレビ映画『ザ・ブロンド爆弾 最後のばら』では、ジュディ・デンチの少女時代を演じた。
2002年公開の『ディケンズのニコラス・ニックルビー』で映画デビュー。2004年公開の『ダンシング・インサイド/明日を生きる』ではロンドン映画批評家協会賞助演女優賞を受賞する。
2007年公開のフランソワ・オゾン監督の初の英語作品『エンジェル』では演技が高く評価され、評論家からは「ミューズ」と呼ばれた。また監督のオゾンは「輝かしい存在」と語った。
2009年放送のテレビミニシリーズ『Emma』でゴールデングローブ賞主演女優賞（ミニシリーズ・テレビ映画部門）にノミネートされた。

### プライベート
2013年3月に、交際している俳優Sam Hoareとの間に女児が生まれた。

## 主な出演作品

### 映画
| 公開年 | 邦題 原題                                                     | 役名                         | 備考               |
| ------ | ------------------------------------------------------------- | ---------------------------- | ------------------ |
| 2000   | ザ・ブロンド爆弾 最後のばら The Last of the Blonde Bombshells | 少女時代のエリザベス         | テレビ映画         |
| 2002   | ディケンズのニコラス・ニックルビー Nicholas Nickleby          | ケイト・ニックルビー         |                    |
| 2003   | I Capture the Castle                                          | カサンドラ・モートメイン     |                    |
| 2004   | ダンシング・インサイド/明日を生きる Inside I'm Dancing        | シボーン                     |                    |
| 2004   | ダンシング・ハバナ Dirty Dancing: Havana Nights               | ケイティ・ミラー             |                    |
| 2004   | 悪女 Vanity Fair                                              | アメリア・セドリー           |                    |
| 2006   | タロットカード殺人事件 Scoop                                  | ヴィヴィアン                 |                    |
| 2006   | ルネッサンス Renaissance                                      | イローナ・タジエフ           | 声の出演           |
| 2006   | アメイジング・グレイス Amazing Grace                          | バーバラ・ウィルバーフォース |                    |
| 2006   | お気に召すまま As You Like It                                 | セリア                       |                    |
| 2007   | エンジェル Angel                                              | エンジェル・デヴェレル       |                    |
| 2007   | つぐない Atonement                                            | 18歳時のブライオニー・タリス |                    |
| 2008   | アザーマン -もう一人の男- The Other Man                       | アビー（アビゲイル）         |                    |
| 2009   | ブラック・レコード〜禁じられた記録〜 Glorious 39              | アン・キーズ                 |                    |
| 2011   | ワン・デイ 23年のラブストーリー One Day                       | シルヴィー                   |                    |
| 2013   | ラスト・デイズ・オン・マーズ The Last Days on Mars            | レベッカ・レーン             |                    |
| 2015   | 未来を花束にして Suffragette                                  | アリス・ホートン             |                    |
| 2017   | ミニチュア作家 The Miniaturist                                | マリン・ブラント             | テレビミニシリーズ |
| 2020   | 悪魔がみている Amulet                                         | N/A                          | 監督・脚本         |
| 2020   | ミス・マルクス Miss Marx                                      | エリノア・マルクス           |                    |
| 2023   | ONE LIFE 奇跡が繋いだ6000の命 One Life                        | ドリーン・ワリナー           |                    |

### テレビシリーズ
| 放映年 | 邦題 原題                             | 役名               | 備考         |
| ------ | ------------------------------------- | ------------------ | ------------ |
| 2002   | Daniel Deronda                        | グウェンドーレン   | ミニシリーズ |
| 2005   | The Incredible Journey of Mary Bryant | メアリー           | ミニシリーズ |
| 2009   | Emma                                  | エマ・ウッドハウス | ミニシリーズ |
| 2017   | Born to Kill                          | ジェニー           | ミニシリーズ |

## 参照
1. ↑  “Romola Garai Interview with Premiere France”.   Premiere France. 2007年5月18日閲覧。
2. ↑  Jack Foley (2003年). “I Capture The Castle – Romola Garai Q&A”.   Indie London. 2007年5月18日閲覧。
3. ↑  “Petticoat tales”. Herald Scotland. (2007年3月17日) 2009年10月1日閲覧。 {{cite news}}: 不明な引数|coauthors=が空白で指定されています。 (説明)⚠
4. ↑  “Romola Garai interview: feminism and the 1950s”. The Daily Telegraph (London). (2011年7月19日)
5. ↑  “Passed/Failed: An education in the life of the actor Romola Garai”. The Independent (London). (2010年3月25日) 2010年5月22日閲覧。
6. ↑  “Daughter for Romola Garai and Sam Hoare”. 2013年5月12日閲覧。